# Базанча (посёлок)
Базанча — посёлок в Таштагольском районе Кемеровской области. Входит в состав Каларского сельского поселения.

## География
Посёлок расположен на реке Базанча.

## История
17 декабря 2004 года, в соответствии с законом Кемеровской области № 104-ОЗ, посёлок вошёл в состав образованного Каларского сельского поселения.

## Население
| 2010 |
| ---- |
| 663  |

## Улицы
| - ул. Комарова, - ул. Лесная, - ул. Малая Базанча, - ул. Молодёжная, | - ул. Нагорная, - ул. Совхозная, - ул. Школьная. |

## Инфраструктура
В посёлке расположен филиал библиотеки.